# Peer Gynt
Peer Gynt (pronuncia norvegese [peːr ˈɡʏnt]) è un poema drammatico in cinque atti del drammaturgo norvegese Henrik Ibsen, scritto nel 1867 e rappresentato per la prima volta a Oslo (a quell'epoca chiamata Christiania) il 24 febbraio 1876, con le musiche di scena di Edvard Grieg.

## Storia
Ibsen lasciò la Norvegia nel 1864 e ne rimase lontano per molti anni; scrisse il Peer Gynt mentre era in viaggio tra Roma, Ischia e Sorrento. L'opera fu pubblicata a Copenaghen il 14 novembre 1867. Questa prima edizione ebbe una tiratura di 1250 copie e fu seguita da una ristampa di 2000 copie dopo solo 14 giorni. Ad alimentare le vendite era stato anche il successo di Brand, il dramma in versi precedentemente scritto da Ibsen.
A differenza di altre opere di Ibsen, Peer Gynt, come Brand, è scritto in versi. Si trattava, d'altronde, di un dramma destinato alla lettura, all'origine non doveva essere rappresentato sul palcoscenico. In effetti Ibsen, scrivendolo, non aveva affatto pensato a portarlo sulle scene. Quando fu pubblicato nel novembre 1867 ottenne molte critiche negative, soprattutto non fu riconosciuto il valore poetico; lo scrittore si indignò per i pareri negativi e, forse proprio per questo, pensò di modificare il lavoro adattandolo per il teatro. In questo fu consigliato anche da Ludvig Josephson, direttore del Teatro di Christiania che aveva già allestito per le scene teatrali due lavori dello scrittore. L'opera risultò comunque molto complessa e con difficoltà oggettive dovute alle ambientazioni varie e differenti, ai rapidi e frequenti cambi di scena (compreso un intero atto che si svolge nell'oscurità assoluta) e con poca attenzione a una verosimiglianza di personaggi e situazioni, tutti elementi che la rendevano di difficile rappresentazione. L'ambientazione fantastica ne aveva fato un lavoro lontano dal realismo "naturalista" delle opere della maturità di Ibsen.

## Trama
Peer Gynt è il figlio di Jon Gynt, uomo un tempo ricco e rispettato ma che ora è diventato un ubriacone, ha perso tutto il suo denaro e ha lasciato Peer e sua madre. Peer vorrebbe recuperare l'onore ed il denaro che il padre ha dilapidato, ma in realtà si perde in sogni a occhi aperti, passando la maggior parte del tempo senza far nulla. Un giorno si reca a una festa di nozze al podere di Haegstad; qui conosce Solvejg, fanciulla dalle trecce d'oro. La sposa Ingrid non vuole accettare il futuro marito e si nasconde in un granaio. Peer approfitta della situazione, la rapisce e la seduce, ma poi l'abbandona perché è attratto da Solvejg. Tempo dopo resta coinvolto in una rissa, diventa un fuorilegge e fugge dal paese. Durante la fuga incontra prima tre giovani vedove e poi una donna vestita di verde, la figlia del re dei troll, che lo vuole sposare. Il vecchio re di Dovre accoglie Peer nel suo antro dove si svolge l'assemblea degli gnomi, gli chiede se vuol diventare anche lui uno gnomo e gli fa togliere i calzoni, ma il giovane fugge.
Ritrova quindi Solvejg, la giovane che Peer aveva incontrato al matrimonio e di cui si era innamorato, che lo raggiunge presso la sua capanna nella foresta, ma Peer, turbato, la rifugge e si rimette in viaggio. Rimane lontano per diversi anni, cambiando identità ed occupazioni, inclusa quella di uomo d'affari impegnato in una spedizione sulle coste del Marocco. Vaga attraverso il deserto, giunge in Egitto, oltrepassa i Colossi di Memnone e la Sfinge, diventa capo beduino e profeta. Prova a sedurre Anitra, figlia di un beduino e finisce persino in un manicomio a Il Cairo, dove viene salutato come imperatore. Infine, ormai vecchio, sulla strada di ritorno al paese natio, fa naufragio. Tra i passeggeri incontra il Passeggero Sconosciuto (considerato da alcuni studiosi il fantasma di Lord Byron) che vorrebbe usare il cadavere di Peer per scoprire dove si trovano i sogni.
Tornato a casa in Norvegia, Peer Gynt assiste al funerale di un compaesano e partecipa a un'asta, dove vende tutto ciò che possiede della sua vita precedente. Peer incontra il Fonditore di bottoni, il quale sostiene che l'anima di Peer deve finire nel crogiolo di un fonditore insieme ad altri oggetti mal riusciti poiché Peer non è riuscito a essere valido né come peccatore né come uomo onesto. Peer per evitarlo deve essere in grado di dire quando, nel corso della propria vita, è stato "se stesso"; egli allora tergiversa e ottiene dei rinvii. Il vecchio re di Dovre lo tratta da "vero gnomo", cioè come un opportunista perfetto. Peer incontra anche un personaggio chiamato l'Uomo Magro (probabilmente il Diavolo), il quale crede che Peer non sia un vero peccatore da mandare all'inferno.
Peer, molto confuso, finalmente raggiunge Solvejg che è invecchiata e che lo aveva sempre aspettato nella capanna. Lei sostiene che Peer è sempre stato se stesso nella fede, nella speranza e nell'amore che da sempre prova per lui. E sarà proprio grazie al suo amore che Peer verrà finalmente liberato.

## Le musiche di scena di Grieg
Quando, dopo alcuni anni, decise di portare il Peer Gynt sulle scene teatrali, Ibsen, con una lettera da Dresda del 23 gennaio 1874, chiese a Edvard Grieg di comporre le musiche di scena; il drammaturgo aveva conosciuto personalmente il musicista a Roma nel 1866 e, riconoscendolo come il maggior compositore norvegese, pensò subito a lui per realizzare delle musiche di scena che riteneva fossero un elemento essenziale alla sua rappresentazione teatrale. Il compositore, pur essendo poco convinto poiché non aveva mai lavorato per il teatro, accettò comunque l'incarico, probabilmente per il compenso generoso offertogli da Ibsen, e realizzò una partitura per soli, coro e orchestra fra il 1874 e il 1875.
Il Peer Gynt venne rappresentato per la prima volta il 24 febbraio del 1876 al Kristiania Norske Teater di Olslo ottenendo un grande successo. Il lavoro venne replicato trentasette volte fino all'inizio del 1877 quando, a causa di un incendio, non poté più essere messo in scena.
Le musiche di scena di Grieg ottennero un tale successo già dopo la prima rappresentazione che cominciarono a vivere indipendentemente dall'opera di Ibsen; d'altra parte anche il dramma, a sua volta, incominciò a veder riconosciuto un suo valore al di là del supporto della parte musicale. Sembrerebbe quasi che il drammaturgo, chiedendo un aiuto alla musica di Grieg, non si rendesse ben conto del valore rivoluzionario del suo lavoro, dell'assoluta modernità di uno svolgimento scenico lontano da ogni convenzione e della sua particolare visione poetica spesso al limite dell'assurdo.

### Struttura delle musiche di scena

#### Atto primo
1. Alle nozze (preludio all'atto I)
2. Processione nuziale
3. Halling
4. Springar

#### Atto secondo
1. Il ratto della sposa: Lamento di Ingrid (preludio all'atto II)
2. Peer Gynt e le villanelle (melologo)
3. Peer Gynt e la donna in verde (melologo)
4. Nell'antro del re della montagna (coro e melologo)
5. Danza della figlia del re della montagna
6. Peer Gynt inseguito dai troll (coro e melologo)
7. Peer Gynt e il tortuoso (melologo)

#### Atto terzo
1. La morte di Åse (preludio all'atto III e melologo)

#### Atto quarto
1. Il mattino (preludio all'atto IV)
2. Il ladro e il ricettatore (voci soliste)
3. Danza araba (voce solista e coro)
4. Danza di Anitra
5. Serenata di Peer Gynt (voce solista)
6. Peer Gynt e Anitra (melologo)
7. Canzone di Solvejg (voce solista)
8. Peer Gynt davanti alla statua di Memnone

#### Atto quinto
1. Il ritorno a casa di Peer Gynt: sera tempestosa sul mare (preludio all'atto V)
2. Naufragio (melologo)
3. Solvejg canta nella capanna (ripresa della melodia della canzone)
4. Scena notturna (melologo e coro)
5. Inno di Pentecoste: «Benedetto sia il giorno» (Coro)
6. Ninna-Nanna di Solvejg (melologo, voce solista e coro)
7. Il mattino